# Чжо Жунтай
Чжо Жунтай (кит.: 卓榮泰; піньїнь: Zhuó Róngtài; нар. 22 січня 1959) — китайський політик, голова Виконавчого Юаня Республіки Китай з 20 травня 2024 року. У 2019 році Чжо змінив Цай Інвень на посаді лідера Демократичної прогресивної партії. Він залишався лідером партії до травня 2020 року, коли Цай знову обійняв цю посаду.

## Біографія
Народився 22 січня 1959 року в Тайбеї, Тайвань. Він отримав ступінь бакалавра права в Національному університеті Чжунсін.
Він членом Гоміньдану. Розпочав свою політичну кар'єру як помічник Сє Чантіна в міській раді під час його перебування на посаді в міській раді Тайбея. Пізніше його було обрано членом міської ради Тайбея з 1990 по 1998 рік. Після двох термінів перебування на посаді міського радника Чжо було обрано до Законодавчого органу Юаня у 1998 та 2001 роках. Він залишив цей пост у травні 2004 року, змінивши Чень Чженаня на посаді заступника генерального секретаря президента Чень Шуйбяня. У січні 2005 року був призначений представником виконавчої влади Юаня. У січні 2006 року Чжо повернувся на свою колишню посаду заступника генерального секретаря в адміністрації президента. У жовтні 2007 року Чжо був призначений генеральним секретарем Демократичної прогресивної партії. Він був замінений невдовзі після поразки Се Чантіна на президентських виборах у березні 2008 року.
Чжо був призначений генеральним секретарем Виконавчої влади Юаня у вересні 2017 року і обійняв посаду після інавгурації кабінету Лай Цінде. У грудні 2018 року Чжо оголосив про свій намір балотуватися на посаду голови Демократичної прогресивної партії, якого було звільнено Цай Інвень після нищівної поразки Демократичної партії на місцевих виборах 2018 року. Вибори керівництва відбулися 6 січня 2019 року. Під час конкурсу Чжо отримав підтримку від партійних важкоатлетів з числа «середнього покоління» або «покоління дикої лілії», у тому числі від Чень Веньцаня, Лінь Чіалуна, Чень Чімая, Хуан Вейче, Лінь Чіцзяня, Вен Чанляна і Пан Менана. Демократична прогресивна партія повідомила, що явка виборців становила 16,9%. Чжо набрав загалом 24 699 голосів, або 72,6% всіх поданих голосів . Чжо вступив на посаду 9 січня 2019 року, коли були офіційно оголошені результати виборів . Чжо пішов з посади голови 20 травня 2020 року, коли Цай Інвень вступила на посаду на другий президентський термін.
Чжо був центральною фігурою у передвиборчій кампанії тодішнього віце-президента Лай Цінде на президентських виборах 2024 року. Після своєї перемоги Лай Цінде призначив Чжо прем'єр-міністром після своєї інавгурації 20 травня.